# Шауфельбергер, Леонард Леонардович
Леонард Леонардович Шауфельбергер (нем. Leonard Schaufelberger, 10 ноября 1839, Санкт-Петербург — 19 [31] января 1894, Санкт-Петербург) — художник и архитектор швейцарского происхождения, работавший в Санкт-Петербурге. Главный мастер Императорского фарфорового завода.

## Биография
Родился в 1839 году в семье архитектора Леонарда Шауфельбергера. Художественно-архитектурное образование получил в Цюрихе и Париже. По семейным обстоятельствам был вынужден переехать к семье в Петербург.
В 1866 году Императорская Академия художеств присвоила ему звание свободного художника; в 1867 году за проект «частного дома» — звание классного художника третьей степени.
Главный мастер (с 1868), заведующий художественной и технической частями, архитектор (с 1880) Императорского фарфорового завода, техник VI класса Императорского фарфорового и стеклянного заводов (1890—1894), Карточной фабрики. Состоял при Техническо-строительном комитете (с 1871). Принимал участие в деятельности Швейцарского благотворительного общества. Последние годы жизни состоял архитектором при Николаевском сиротском институте. Надворный советник (c 1890). Был награждён орденом Святой Анны 2 и 3 степени, а также орденом Святого Станислава 2 и 3 степени.
Как главный мастер Императорского фарфорового завода создал большое количество проектов сервизов, ваз и орнаментов, многие из которых получили осуществление. Под его руководством был разработан проект Рафаэлевского сервиза для Царскосельского дворца, заказанный Александром III в 1893 году — самого значительного парадного сервиза конца XIX — начала XX века, изготовленных Императорским фарфоровым заводом (полностью сервиз был изготовлен в 1903 году).
К 1894 году проживал в доме по адресу Невский проспект, 122. Скончался 19 (31) января 1894 года.

## Проекты и постройки
- Деревянная Знаменская старообрядческая церковь в Рыбацком. Караваевская улица, 16 (1882—1883; не сохранилась)[9];
- Производственные здания писчебумажной фабрики Варгуниных. Октябрьская набережная, 54—56 (1880-е, сохранились частично)[5];
- Народный театр. Парк имени И. В. Бабушкина (1891, не сохранился).